# Classificazione dei veicoli
La classificazione dei veicoli è l'esito di una attività di distinzione in tipi simili dal punto di vista normativo e tecnico dei veicoli.

## Trattati internazionali
La classificazione internazionale vigente negli stati membri dell'UNECE, tra cui tutti gli stati membri dell'Unione Europea, è quella adottata dalla risoluzione consolidata sulla costruzione dei veicoli R.E. 3 dell'UNECE, nata dalla Convenzione di Ginevra sulla circolazione stradale nel 1958 e dalla Convenzione di Vienna sulla circolazione stradale del 1968, che aggiornò la precedente.
Tali atti categorizzano i veicoli secondo il loro tipo, uso, masse, potenza e velocità massima. Questa classificazione viene utilizzata a supporto della normativa dei codice della strada degli stati membri, specialmente in relazione alle limitazioni e obblighi relativi alla omologazione e conduzione di tali veicoli in ambito stradale, nonché alle patenti necessarie per la loro conduzione.

### Italia
Nel codice della strada italiano, la classificazione è descritta nell'art. 47 e può essere sintetizzata come segue:
- veicoli a braccia
- veicoli a trazione animale
- velocipedi
- slitte
- ciclomotori
- motoveicoli
- autoveicoli
- filoveicoli
- rimorchi
- macchine agricole
- macchine operatrici
- veicoli con caratteristiche atipiche

Tuttavia prevale normativamente la classificazione Europea, quindi UNECE.

### Unione Europea
Nell'Unione europea le categorie sono basate sulla classificazione UNECE, adottando una più fine sotto-classificazione, secondo regolamenti e direttive a seguire:
- Regolamento (EU) No 168/2013 del Parlamento Europeo e del Consiglio Europeo del 15 Gennaio 2013 sull'approvazione e sorveglianza del mercato di veicoli a due o tre ruote e quadricicli
- Regolamento Europeo 2018/858 del Parlamento Europeo e del Consiglio, del 20 maggio 2018 (ex Direttiva 2007/46/EC) relativo all'omologazione e alla vigilanza del mercato dei veicoli a motore e dei loro rimorchi, nonché dei sistemi, dei componenti e delle entità tecniche indipendenti destinati a tali veicoli.

In relazione alle patenti abilitanti, la maggiore differenza si evidenzia nella categoria L3e (motocicli), che viene suddivisa nelle seguenti sottocategorie:
- L3e-A1, motocicli a bassa prestazione, cilindrata massima 125 cm³, potenza massima 11 kW e rapporto potenza/peso massimo 0,1 kW/kg
- L3e-A2, motocicli a media prestazione, potenza massima 35 kW, rapporto potenza/peso massimo 0,2 kW/kg, non derivati da una versione che sviluppa oltre il doppio della potenza massima
- L3e-A3, motocicli ad alta prestazione, ovvero non rientranti nei limiti imposti per le categorie -A1 e -A2.

La classificazione principale è contenuta nel Consolidated Resolution on the Construction of Vehicles (R.E.3), Revisione 6, che definisce le seguenti macrocategorie:
- L: motoveicoli
- M: veicoli per trasporto di persone
- N: veicoli per trasporto di merci
- O: rimorchi
- T: veicoli agricoli e forestali
- G: veicoli fuoristrada
- S: veicoli ad uso speciale

Classificazione dettagliata:
| §               | Categoria | Descrizione |
| --------------- | --------- | --- |
| 2.1             | L         | Motoveicoli |
| 2.1.1           | L1        | Veicoli a due ruote la cilindrata del cui motore (se si tratta di motore termico) non supera i 50 cc e la cui velocità massima di costruzione (qualunque sia il sistema di propulsione) non supera i 45 km/h |
| 2.1.2           | L2        | veicoli a tre ruote la cilindrata del cui motore (se si tratta di motore termico) non supera i 50 cc e la cui velocità massima di costruzione (qualunque sia il sistema di propulsione) non supera i 45 km/h |
| 2.1.3           | L3        | Veicoli a due ruote la cilindrata del cui motore (se si tratta di motore termico) supera i 50 cc o la cui velocità massima di costruzione (qualunque sia il sistema di propulsione) supera i 45 km/h |
| 2.1.4           | L4        | Veicoli a tre ruote asimmetriche rispetto all'asse longitudinale mediano, la cilindrata del cui motore (se si tratta di motore termico) supera i 50 cc o la cui velocità massima di costruzione (qualunque sia il sistema di propulsione) supera i 45 km/h (motocicli con carrozzetta laterale); |
| 2.1.5           | L5        | Veicoli a tre ruote simmetriche rispetto all'asse longitudinale mediano, la cilindrata del cui motore (se si tratta di motore termico) supera i 50 cc o la cui velocità massima di costruzione (qualunque sia il sistema di propulsione) supera i 45 km/h |
| 2.1.6           | L6        | Quadricicli leggeri, la cui massa a vuoto è inferiore o pari a 350 kg, esclusa la massa delle batterie per i veicoli elettrici, la cui velocità massima per costruzione è inferiore o uguale a 45 km/h e la cui cilindrata del motore è inferiore o pari a 50 cm³ per i motori ad accensione comandata; o la cui potenza massima netta è inferiore o uguale a 4 kW per gli altri motori, a combustione interna; o la cui potenza nominale continua massima è inferiore o uguale a 4 kW per i motori elettrici. Tali veicoli sono conformi alle prescrizioni tecniche applicabili ai ciclomotori a tre ruote della categoria L2e, salvo altrimenti disposto da specifiche disposizioni comunitarie |
| 2.1.7           | L7        | I quadricicli, diversi da quelli di cui alla categoria L6 e, la cui massa a vuoto è inferiore o pari a 400 kg (550 kg per i veicoli destinati al trasporto di merci), esclusa la massa delle batterie per i veicoli elettrici, e la cui potenza massima netta del motore è inferiore o uguale a 15 kW. Tali veicoli sono considerati come tricicli e sono conformi alle prescrizioni tecniche applicabili ai tricicli della categoria L5 e salvo altrimenti disposto da specifiche disposizioni comunitarie |
| 2.2             | M         | Veicoli a motore destinati al trasporto di persone ed aventi almeno quattro ruote |
| 2.2.1           | M1        | Veicoli destinati al trasporto di persone, aventi al massimo 8 posti a sedere oltre al sedile del conducente |
| 2.2.2           | M2        | Veicoli destinati al trasporto di persone, aventi più di 8 posti a sedere oltre al sedile del conducente e massa massima non superiore a 5 t |
| 2.2.3           | M3        | Veicoli destinati al trasporto di persone, aventi più di 8 posti a sedere oltre al sedile del conducente e massa massima superiore a 5 t |
| 2.3             | N         | Veicoli a motore destinati al trasporto di merci, aventi almeno quattro ruote |
| 2.3.1           | N1        | Veicoli destinati al trasporto di merci, aventi massa massima non superiore a 3,5 t |
| 2.3.2           | N2        | Veicoli destinati al trasporto di merci, aventi massa massima superiore a 3,5 t ma non superiore a 12 t |
| 2.3.3           | N3        | Veicoli destinati al trasporto di merci, aventi massa massima superiore a 12 t |
| 2.4             | O         | Rimorchi (compresi i semirimorchi) |
| 2.4.1           | O1        | Rimorchi con massa massima non superiore a 0,75 t |
| 2.4.2           | O2        | Rimorchi con massa massima superiore a 0,75 t ma non superiore a 3,5 t |
| 2.4.3           | O3        | Rimorchi con massa massima superiore a 3,5 t ma non superiore a 10 t |
| 2.4.4           | O4        | rimorchi con massa massima superiore a 10 t |
| 2.5 e 2.9.2     |           | Veicoli ad uso speciale |
| 2.9.2.1 e 2.5.1 | SA        | Motocaravan, Campervan, Motorhome |
| 2.9.2.2 e 2.5.2 | SB        | Veicoli rinforzati, veicoli blindati |
| 2.9.2.3 e 2.5.3 | SC        | Ambulanze |
| 2.9.2.4 e 2.5.4 | SD        | Carri funebri |
| 2.6             | T         | Trattori agricoli e forestali |
| 2.7             |           | Macchinari mobili non stradali |
| 2.8             | G         | Veicoli fuoristrada |

La tabella a seguire indica quali classi di veicoli possono essere condotti con le relative patenti di guida europee:
| Classe veicolo | Patente di guida europea | Note                                                               |
| -------------- | ------------------------ | ------------------------------------------------------------------ |
| L1e            | AM                       |                                                                    |
| L2e            | AM                       |                                                                    |
| L3e-A1         | A1                       |                                                                    |
| L3e-A2         | A2                       |                                                                    |
| L3e-A3         | A                        |                                                                    |
| L5e            | A1, A                    |                                                                    |
| L6e            | AM                       |                                                                    |
| L7e            | B1                       |                                                                    |
| M1             | B                        |                                                                    |
| M2             | D1, D                    | Per veicoli con più di 17 posti a sedere è necessaria la patente D |
| M3             | D1, D                    | Per veicoli con più di 17 posti a sedere è necessaria la patente D |
| N1             | B                        |                                                                    |
| N2             | C1, C                    | Per veicoli con masse superiore a 7,5 t è necessaria la patente C  |
| N3             | C                        |                                                                    |
| O1             | B, C1, C, D1, D          |                                                                    |
| O2             | BE, C1E, CE, D1E, DE     |                                                                    |
| O3             | C1E, CE, D1E, DE         |                                                                    |
| O4             | C1E, CE                  |                                                                    |